# Dyschoriste greenmanii
Dyschoriste greenmanii är en akantusväxtart som beskrevs av Clarence Emmeren Kobuski. Dyschoriste greenmanii ingår i släktet Dyschoriste och familjen akantusväxter. Inga underarter finns listade i Catalogue of Life.